# Ангельське обличчя
«Ангельське обличчя» (англ. Angel Face) — фільм нуар режисера Отто Премінгера, що вийшов на екрани в 1952 році.
Фільм розповідає про 19-річну дівчину (Джин Сіммонс), ангельське обличчя якої приховує болючий розум, що виношує плани вбивства багатої мачухи, яку ненавидить, та близькості з обожнюваним батьком. Поклавши око на шофера швидкої допомоги (Роберт Мітчем), вона засмучує його відносини з коханою дівчиною, заводить з ним роман і влаштовує на роботу в свою сім'ю, після чого відбувається низка трагічних смертей.
Фільм належить до фрейдистських нуарів, у яких важливе значення грає аналіз психіки та підсвідомості персонажів. До цього ж субжанру відносяться картини «Мілдред Пірс» (1945) Майкла Кертіца, «Дивна ілюзія» (1945) Едгара Ульмера, «Дивне кохання Марти Айверс» (1946) Льюїса Майлстоуна, «Темне дзеркало» (1946) Джона Брама, «Висока стіна» (1947) Кертіса Берхардта і «Вир» (1949) Премінгера.

## У ролях
- Роберт Мітчем — Френк Джессап
- Джин Сіммонс
- Герберт Маршалл
- Барбара О'Ніл